# Waldbrände in Washington 2014

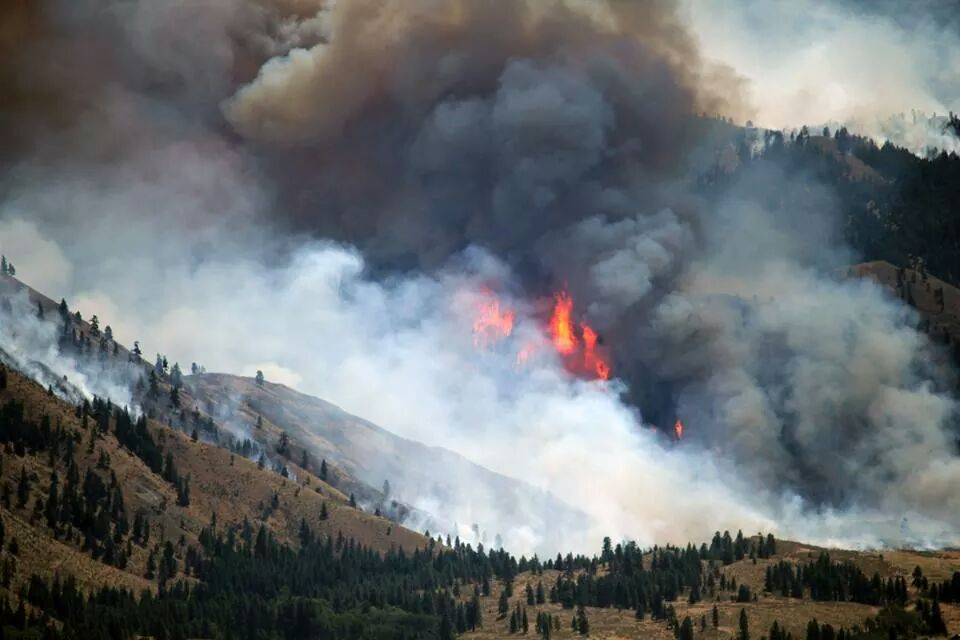
Der Carlton Complex am 21. Juli 2014

Die Waldbrände in Washington 2014 waren eine Serie von 1.480 Waldbränden, die im Lauf des Jahres 2014 insgesamt 1.566 km² des Bundesstaates Washington erfassten, etwa 300 Gebäude vernichteten und ein Todesopfer forderten. Die ersten Brände brachen an der Ostseite der Kaskadenkette in den Countys Chelan und Okanogan aus. Die Feuer vernichteten privates und öffentliches Land in den National Forests Okanogan und Wenatchee, schließlich bedeckten sie über 1.400 km². Das erste Feuer brach am 8. Juli nahe dem Entiat River aus. Am 14. Juli verursachte ein Gewitter Dutzende weitere Feuer in der östlichen Kaskadenkette. Gouverneur Jay Inslee rief den Inneren Notstand aus und mobilisierte die Nationalgarde von Washington, einen Teil der Nationalgarde der Vereinigten Staaten. Weitere Blitzeinschläge im Spätsommer verursachten weitere Brände.

## Mills Canyon Fire
Das Mills Canyon Fire verbrannte 91,3 km² im Chelan County. Das Feuer wütete südlich des Entiat Rier sowie westlich der U.S. Route 97 (Alternative Route in Washington) und des Columbia River in den Entiat Mountains. Es begann 8. Juli, die Ursache wird noch untersucht.

## Durch Blitzschlag verursachte Brände am 14. Juli

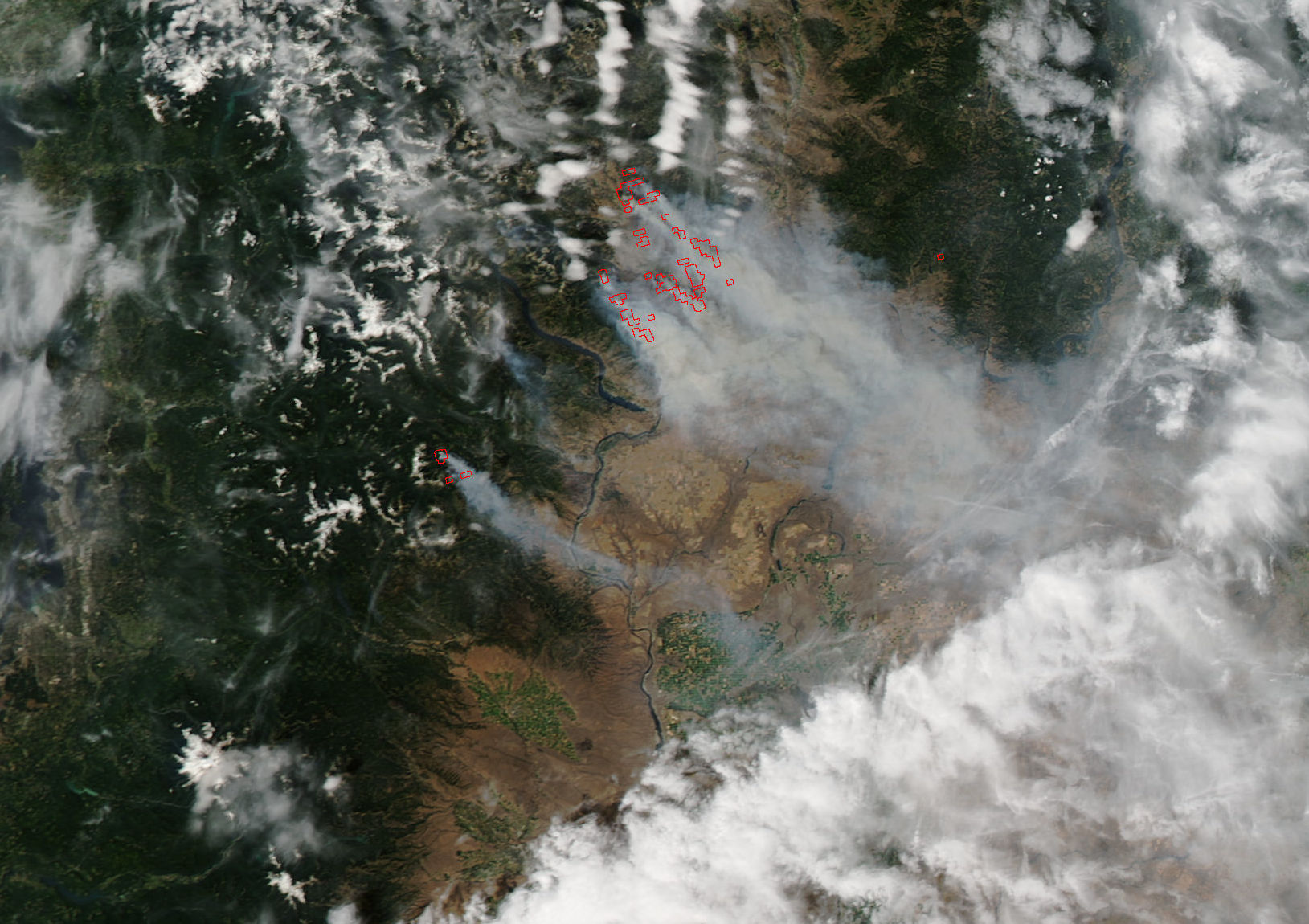
Satellitenbild der Rauchentwicklung vom 18. Juli 2014

Eine Reihe von Bränden wurde am 14. Juli durch Blitzschlag ausgelöst.

### Carlton Complex

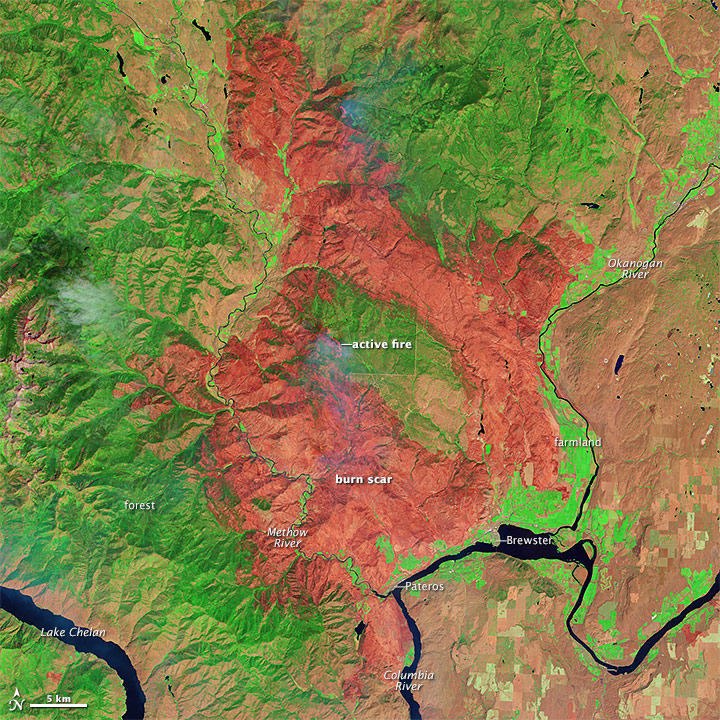
Der Carlton Complex in Infrarot-Falschfarben-Darstellung am 31. Juli 2014. Verbrannte Vegetation erscheint rot; die am stärksten verbrannten Flächen sind im Allgemeinen die dunkelsten. Unverbrannte Wälder erscheinen dunkelgrün. Genutztes Weideland ist hellgrün; unverbranntes Gras- und Buschland ist hellbraun; Flüsse sind Navy-blau. Die Skala unten links deutet 5 km an.

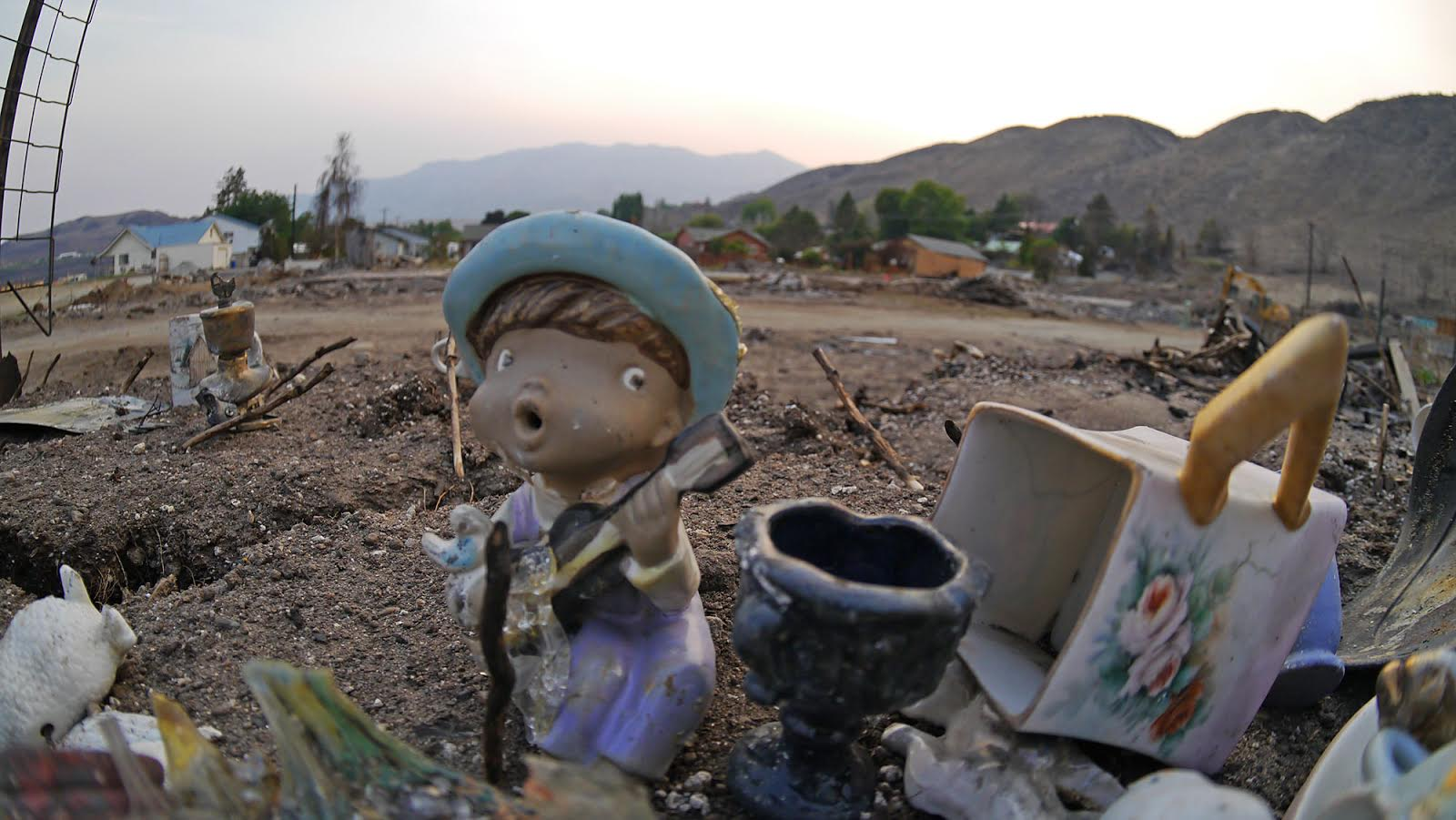
Wochen nach einem Brand 2014, der einen Großteil der Kleinstadt Pateros zerstörte, war dies alles, was von mehreren Häuserblocks übrigblieb, die bis auf die Grundmauern niederbrannten.

Der Carlton Complex (auf einer Fläche von 1.036 km²) startete mit vier separaten durch Blitzschlag verursachten Feuern am 14. Juli im Methow River Valley im Okanogan County: dem Cougar-Flat-, dem French-Creek-, dem Gold-Hike- und dem Stokes-Feuer. Diese Brände vereinigten sich und dehnten sich am 17. Juli rasch nach Südosten aus; schätzungsweise 300 Häuser vornehmlich in und um Pateros und Malott wurden zerstört. Die Gemeinden Brewster, Carlton und Methow waren gleichfalls vom Feuer bedroht. Die Energieversorgung für Twisp und Winthrop brach zusammen. Mehrere Straßen mussten gesperrt werden: die Washington State Route 20 östlich von Twisp zum Loup Loup Pass, die Washington State Route 153 zwischen Twisp und Pateros und die U.S. Route 97 zwischen Pateros und Brewster. Regenfälle dämmten die Brände am 24. Juli ein, so dass die Feuerwehreinheiten am 26. Juli etwa 60 % der Brände unter Kontrolle bekamen. Am 1. August brach ein neuer Brand entlang der State Route 20 südlich von Winthrop aus.
Der Carlton Complex war der größte jemals in Washington registrierte Waldbrand, der auch den sogenannten Yacolt-Brand von 1902 übertraf. Ein Todesfall durch Herzversagen wird dem Brand zugeschrieben. Die Bemühungen zur Waldbrandbekämpfung beschäftigten nahezu 3.000 Personen und mehrere Flugzeuge einschließlich sieben Hubschraubern des Typs Sikorsky UH-60 der Washington National Guard und eine zur Brandbekämpfung umgerüstete McDonnell Douglas DC-10.

### Chiwaukum Creek Fire
Nordwestlich von Leavenworth in den Chiwaukum Mountains nahm dieser Brand eine Fläche von 56,2 km² ein. Er erforderte die Sperrung der U.S. Route 2 und die Evakuierung von nahezu 900 Häusern, die in den Gemeinden Coles Corner, Winton und Plain bedroht waren. Eine aufsteigende Pyrocumulus-Wolke konnte selbst im weit entfernten Seattle beobachtet werden. Teile des Chiwaukum Creek Fire brannten an der nordöstlichen Grenze der Alpine Lakes Wilderness.

### Duncan Fire
Mit einer Fläche von 51 km² wütete das Duncan Fire im oberen Eintiat-River-Einzugsgebiet. Es begann auf einem Grat zwischen dem Entiat River und dem North Fork Entiat River und dehnte sich schließlich ostwärts über den North Fork hinaus aus.

### Kelly Mountain Fire
In den Entiat Mountains nahe dem Tommy Creek vernichtete das Kelly Mountain Fire 0,5 km².

### Lone Mountain Fire
Im Einzugsgebiet des Boulder Creek nordöstlich von Stehekin vernichtete das Lone Mountain Fire 11 km². Es wütete im Lake Chelan National Recreation Area, einem Teil des North-Cascades-Nationalparks.

## Durch Blitzschlag verursachte Brände am 2. August
- Devil’s Elbow Complex – 100 km². Dieser Komplex bestand aus vier Feuern in der Colville Indian Reservation nördlich von Keller im Ferry County. Die Brände erforderten die Sperrung der Washington State Route 21.[14]
- Hansel Fire – 4 km². Das Hansel Fire wütete nahe dem Ingalls Creek und der U.S. Route 97 im Chelan County.[9]
- Little Bridge Creek Fire – 20 km². Zwischen dem Twisp River und der State Route 20 im Okanogan County.[15]
- Shoofly Fire – 0,65 km² im oberen Einzugsgebiet des Little Wenatchee River im Chelan County.[9]
- Snag Canyon Fire – 51 km². Nördlich von Ellensburg im Kittitas County vernichtete das Snag Canyon Fire sechs Häuser.[16][17]
- Upper Falls Fire – 33 km². Dieses Feuer wütete im Okanogan National Forest westlich des Chewuch River.[18]

## South Cle Elum Ridge Fire
Dieses Feuer wurde am 7. August im Wenatchee National Forest südwestlich von Cle Elum im Kittitas County beobachtet und vernichtete 3,6 km².